# Phlogicylindrium eucalypti
Phlogicylindrium eucalypti är en svampart som beskrevs av Crous, Summerb. & Summerell 2006. Phlogicylindrium eucalypti ingår i släktet Phlogicylindrium och familjen Amphisphaeriaceae.   Inga underarter finns listade i Catalogue of Life.